# Sorocaba anomala
Sorocaba anomala är en fjärilsart som beskrevs av Moore 1882. Sorocaba anomala ingår i släktet Sorocaba och familjen silkesspinnare. Inga underarter finns listade i Catalogue of Life.